# Kowaczewec
Kowaczewec (bułg. Ковачевец) – wieś w Bułgarii, w obwodzie Tyrgowiszte, w gminie Popowo. W 2024 roku liczyła 611 mieszkańców.

## Osoby związane z miejscowością

### Urodzeni
- Georgi Markow (1883–1956) – bułgarski polityk
- Iwan Sławczew (1921–1995) – bułgarski inżynier